# Greatest Hits 1982-1989
Greatest Hits 1982-1989 è un album di raccolta del gruppo musicale statunitense Chicago, pubblicato nel 1989.

## Tracce
1. Hard to Say I'm Sorry/Get Away – 5:07 (Peter Cetera, David Foster, Robert Lamm)
2. Look Away – 4:03 (Diane Warren)
3. Stay the Night – 3:49 (Cetera, Foster)
4. Will You Still Love Me? – 5:43 (Foster, Tom Keane, Richard Baskin)
5. Love Me Tomorrow – 5:06 (Cetera, Foster)
6. What Kind of Man Would I Be? (Remix) – 5:06 (Jason Scheff, Chas Sandford, Bobby Caldwell)
7. You're the Inspiration – 3:50 (Cetera, Foster)
8. I Don't Wanna Live Without Your Love – 3:52 (Warren, Albert Hammond)
9. Hard Habit to Break – 4:44 (Steve Kipner, Jon Parker)
10. Along Comes a Woman – 4:16 (Cetera, Mark Goldenberg)
11. If She Would Have Been Faithful... – 3:53 (Kipner, Randy Goodrum)
12. We Can Last Forever – 3:44 (Scheff, John Dexter)

## The Heart of... Chicago
The Heart of... Chicago è una variazione del titolo del disco, uscito in Paesi al di fuori del Nord America. In tal caso sono state inserite delle tracce aggiuntive.

### Tracce
1. If You Leave Me Now – 3:57 (Cetera)
2. Baby, What a Big Surprise – 3:03 (Cetera)
3. Where Did the Lovin' Go – 4:07 (Cetera)
4. Take Me Back to Chicago – 5:16 (Danny Seraphine, David Wolinski)
5. Hard to Say I'm Sorry/Get Away – 5:08 (Cetera, Foster, Lamm)
6. Love Me Tomorrow – 5:07 (Cetera, Foster)
7. Hard Habit to Break – 4:44 (Kipner, Parker)
8. Only You – 3:54 (James Pankow, Foster)
9. You're the Inspiration – 3:49 (Cetera, Foster)
10. Along Comes a Woman – 4:16 (Cetera, Goldenberg)
11. Remember the Feeling – 4:29 (Cetera, Bill Champlin)
12. If She Would Have Been Faithful – 3:53 (Kipner, Goodrum)
13. Will You Still Love Me? – 5:44 (Foster, Keane, Baskin)
14. What Kind of Man Would I Be – 4:14 (Scheff, Sandford, Caldwell)
15. Look Away – 4:01 (Warren)

## Classifiche

### Greatest Hits 1982-1989
| Classifiche (1989) | Posizione raggiunta |
| ------------------ | ------------------- |
| Stati Uniti        | 37                  |

### The Heart of... Chicago
| Classifica (1989) | Posizione raggiunta |
| ----------------- | ------------------- |
| Regno Unito       | 6                   |